# دره‌گایلان
دره‌گایلان، روستایی از توابع بخش الوار گرمسیری شهرستان اندیمشک در استان خوزستان ایران است، ساکنین این روستا خانوارهایی از طایفه میرزاوند شعبه فرخی تیره سردار می باشند.

## جمعیت
این روستا در دهستان قیلاب قرار دارد و براساس سرشماری مرکز آمار ایران در سال ۱۳۹۵، جمعیت آن ۸۲ نفر (۱۷خانوار) بوده‌است.